# Robert F. Lamberg
Robert Felix Lamberg (geboren 23. Oktober 1929 in Liberec, Tschechoslowakei; gestorben 18. Januar 2014) war ein tschechoslowakisch-schweizerischer Journalist.

## Leben
Robert F. Lamberg war der Sohn eines jüdischen Bankiers aus Mähren und einer deutschen Siebenbürgerin. Er wuchs in großbürgerlichen Verhältnissen in Prag und Bratislava auf. Nach der Zerschlagung der Tschechoslowakei war die Familie von dem Antisemitismus in der (Ersten) Slowakischen Republik und von der Deportation in deutsche Konzentrationslager bedroht.
Die Familie überlebte die Verfolgung. Lamberg sah sich nach Kriegsende dem in der Tschechoslowakei weiterhin grassierenden Antisemitismus ausgesetzt. Er leistete seinen Militärdienst, studierte Jura und wurde promoviert. Lamberg floh im Oktober 1957 nach Norwegen, ging nach Wien, dann nach Israel und wieder zurück nach Norwegen und eignete sich mehrere Sprachen an. Seit 1962 schrieb er für die Neue Zürcher Zeitung (NZZ). 1963 kam er nach Deutschland und ging Mitte der 1960er-Jahre als Auslandskorrespondent der NZZ in die USA und dann nach Lateinamerika. Ende der 1960er Jahre erarbeitete er bei der Friedrich-Ebert-Stiftung mehrere politische Analysen zu Lateinamerika. 2006 veröffentlichte er eine Autobiografie. Er lebte in Argentinien und Brasilien.

## Schriften (Auswahl)
- Der Zerfall der Meinungsbildung im Weltkommunismus: die linksextremische Presse zwischen Peking und Moskau, 1964
- Der lateinamerikanische Populismus; ein aktuell-politischer Überblick. Bad Godesberg : Friedrich-Ebert-Stiftung, 1966
- Prag und die dritte Welt. Hannover : Verlag für Literatur und Zeitgeschehen, 1966
- Die castristische Guerilla in Lateinamerika : Theorie und Praxis eines revolutionären Modells. Hannover : Verlag für Literatur und Zeitgeschehen, 1971; auch München : Deutscher Taschenbuch-Verlag, 1972
- Nicaragua : von Somoza zu Ortega ; der hürdenreiche Aufbau einer tropischen "Volksrepublik". Zürich : Verlag Neue Zürcher Zeitung, 1985
- Bootspartie am Acheron : ein Leben zwischen braunem und rotem Totalitarismus. Autobiografie. Zürich : Verlag Neue Zürcher Zeitung, 2006